# 宮ノ平駅

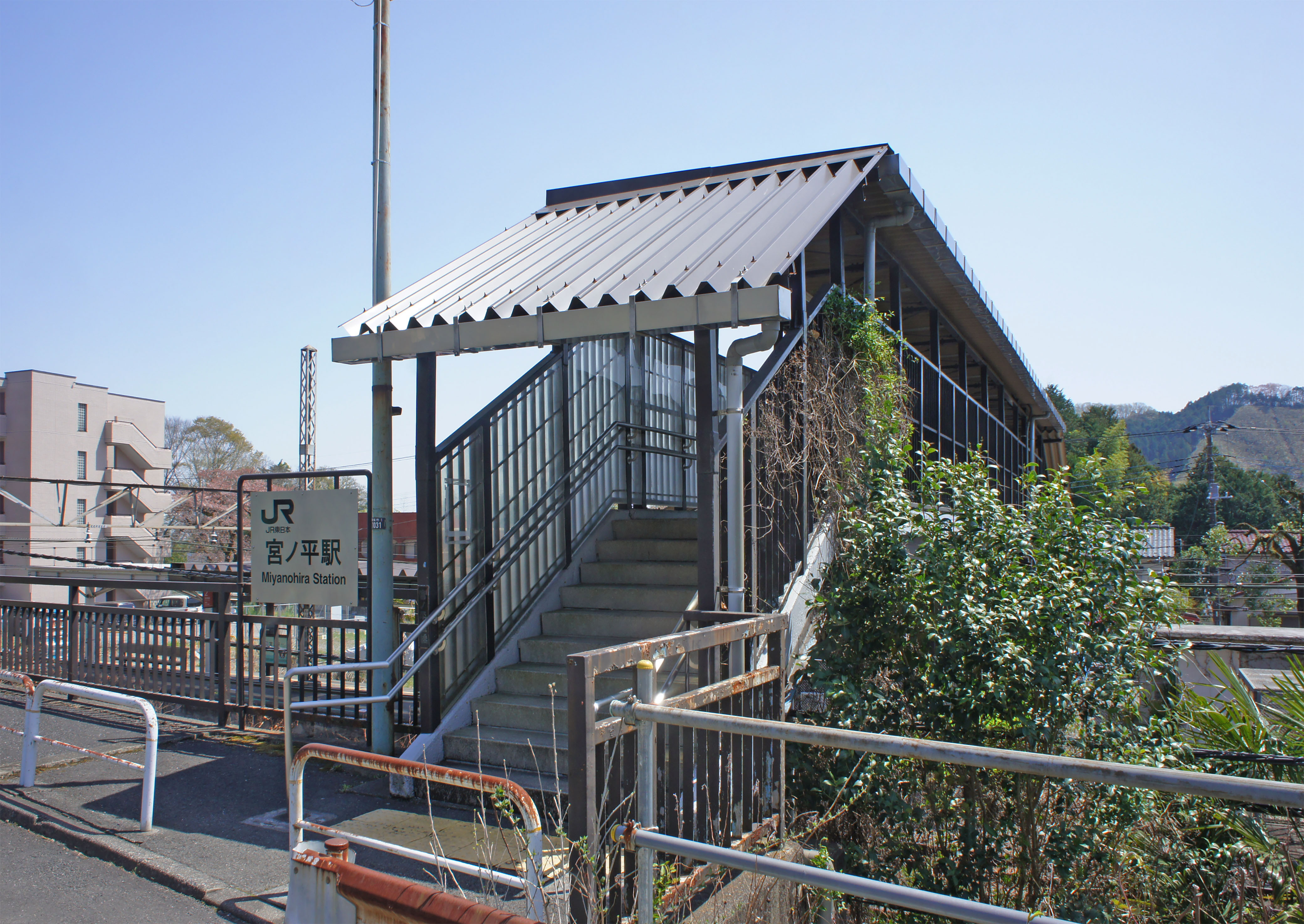
北口（2022年4月）

宮ノ平駅（みやのひらえき）は、東京都青梅市日向和田二丁目にある、東日本旅客鉄道（JR東日本）青梅線の駅である。駅番号はJC 63。

## 歴史
- 1914年（大正3年）4月1日：青梅鉄道（後の青梅電気鉄道）の貨物駅（会社兼営の石灰石のみ取り扱い）として開業[4]。
- 1919年（大正8年）3月1日：一般貨物取り扱い開始[5]。
- 1923年（大正12年）4月1日：旅客営業を開始[6]。
- 1944年（昭和19年）4月1日：青梅電気鉄道の戦時買収私鉄指定による国有化により、運輸通信省青梅線の駅となる[2]。
- 1958年（昭和33年）4月10日：荷物扱い廃止[3]。
- 1969年（昭和44年）7月1日：貨物の取り扱いを廃止[3]。
- 1971年（昭和46年）2月1日：無人化[7]。
- 1987年（昭和62年）4月1日：国鉄分割民営化に伴い、東日本旅客鉄道（JR東日本）の駅となる[2][3]。
- 2002年（平成14年）2月8日：ICカード「Suica」の利用が可能となる[8][9]。
- 2009年（平成21年）
  - 8月：プレハブの仮設駅舎を撤去。新駅舎建設および自由通路への上家設置工事開始。
  - 11月24日：現駅舎の供用開始[10]。
- 2010年（平成22年）3月：自由通路およびホーム奥多摩方に上家を設置。
- 2018年（平成30年）1月11日：自動券売機での切符の発売、ICカードのチャージ等を終了。
- 2019年（平成31年）4月1日：名誉駅長を配置[11]。

## 駅構造
島式ホーム1面2線を有する地上駅で、青梅駅管理の無人駅であるが、駅および駅周辺の美化活動を行うボランティアとして、JR東日本OBに名誉駅長を委嘱している。ホームから跨線橋が伸びており、階段を上りきると左右に分かれている。
駅舎は青梅街道側にある。2009年11月24日よりきっぷうりば・トイレ・待合室を備えた新駅舎が供用を開始した。2000年頃までは増・改築を繰り返していびつな形をした木造駅舎があったが、末期には入口が封鎖され、外壁に自動券売機が設置されていた。その後、現駅舎が建てられるまではプレハブに自動券売機と出札窓口が設置された駅舎が供用されていた。
上り本線側に入場用、下り本線側に出場用の簡易Suica改札機が、1台ずつ設置されている。
当駅のホーム有効長は4両分であるが、ホームに隣接して10両対応の側線が1本あり、車両留置に使われる場合がある。なお、この外側にもう1本の側線があるが、こちらは現在使用されていない。
駅からは石灰石の採石場が望める。ここで採掘された石灰石は青梅線の青梅 - 日向和田間開業時（1895年）から1969年まで同線により貨物輸送されていた。

### のりば
| 番線 | 路線   | 方向 | 行先             |
| ---- | ------ | ---- | ---------------- |
| 1    | 青梅線 | 下り | 御嶽・奥多摩方面 |
| 2    | 青梅線 | 上り | 青梅・立川方面   |

（出典：JR東日本:駅構内図）

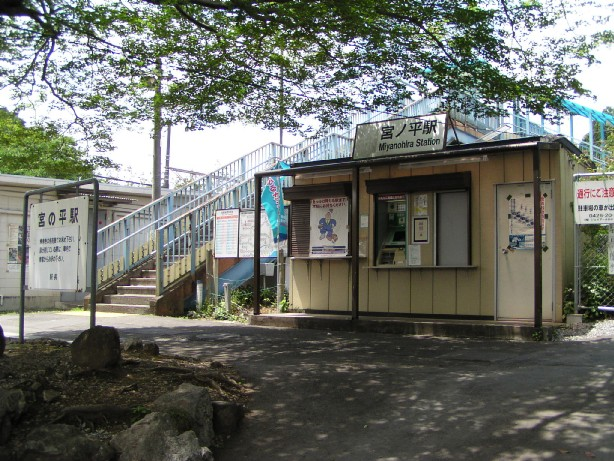
プレハブの仮設駅舎（2005年6月）
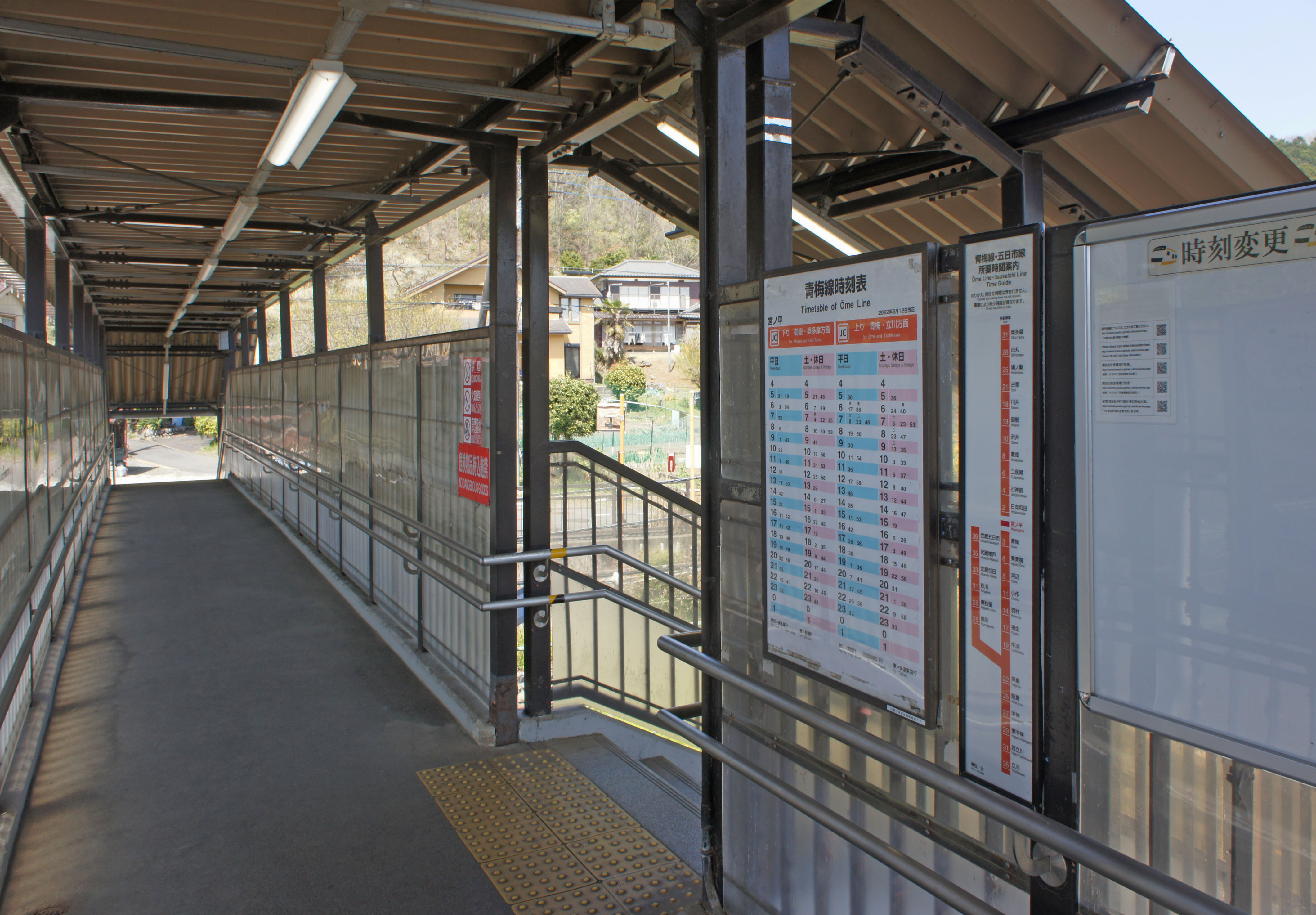
跨線橋（2022年4月）
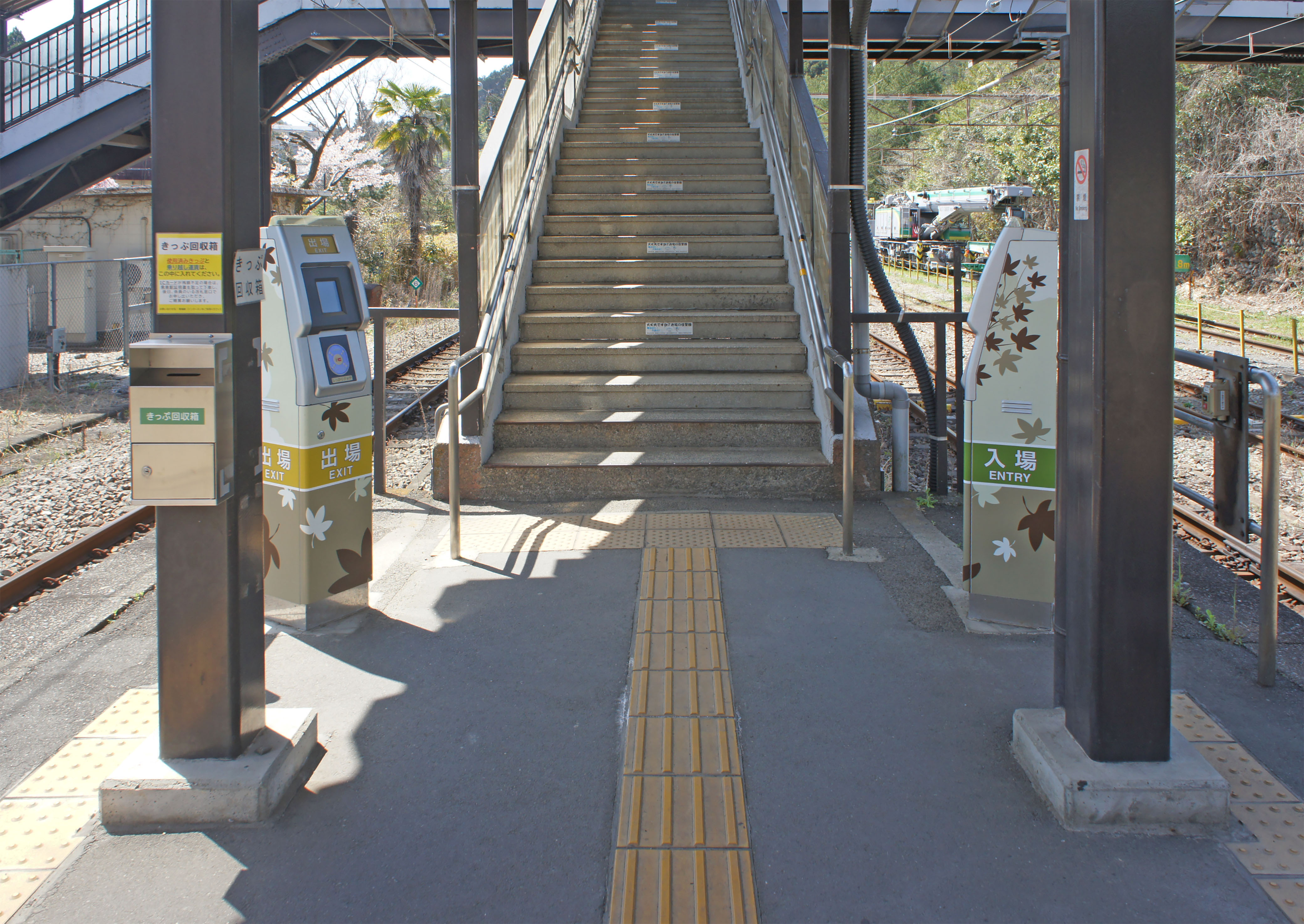
改札口（2022年4月）
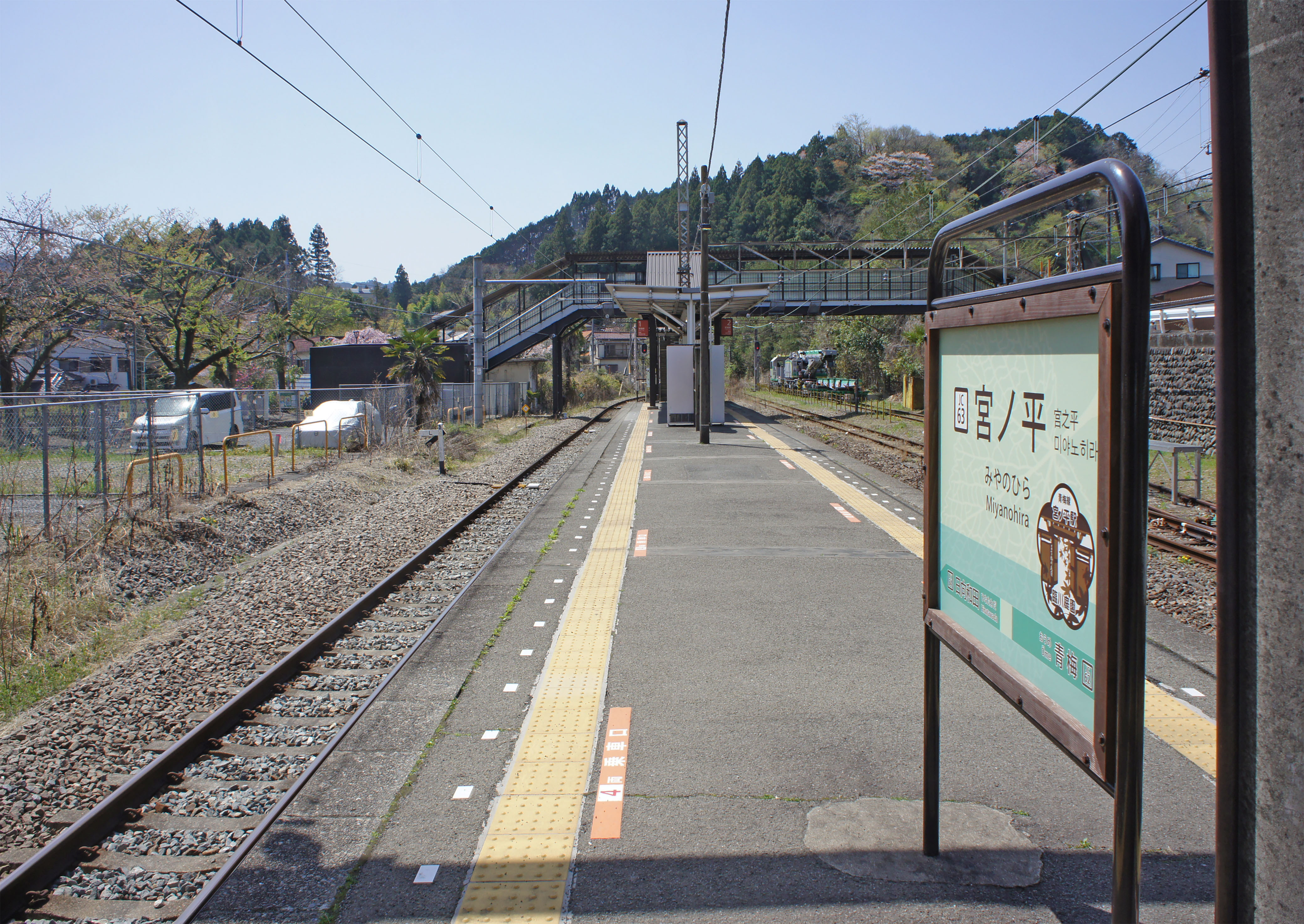
ホーム（2022年4月）

## 利用状況
2010年（平成22年）度の1日平均乗車人員は504人である。
近年の推移は下記の通り。
| 年度               | 1日平均 乗車人員 | 出典     |
| ------------------ | ---------------- | -------- |
| 1990年（平成02年） | 449              | [ * 1 ]  |
| 1991年（平成03年） | 440              | [ * 2 ]  |
| 1992年（平成04年） | 485              | [ * 3 ]  |
| 1993年（平成05年） | 523              | [ * 4 ]  |
| 1994年（平成06年） | 510              | [ * 5 ]  |
| 1995年（平成07年） | 549              | [ * 6 ]  |
| 1996年（平成08年） | 597              | [ * 7 ]  |
| 1997年（平成09年） | 583              | [ * 8 ]  |
| 1998年（平成10年） | 614              | [ * 9 ]  |
| 1999年（平成11年） | 587              | [ * 10 ] |
| 2000年（平成12年） | 578              | [ * 11 ] |
| 2001年（平成13年） | 578              | [ * 12 ] |
| 2002年（平成14年） | 589              | [ * 13 ] |
| 2003年（平成15年） | 585              | [ * 14 ] |
| 2004年（平成16年） | 585              | [ * 15 ] |
| 2005年（平成17年） | 567              | [ * 16 ] |
| 2006年（平成18年） | 573              | [ * 17 ] |
| 2007年（平成19年） | 579              | [ * 18 ] |
| 2008年（平成20年） | 548              | [ * 19 ] |
| 2009年（平成21年） | 515              | [ * 20 ] |
| 2010年（平成22年） | 504              | [ * 21 ] |

## 駅周辺
- 青梅街道（国道411号）
- 臨川庭園
- 多摩川
- 和田乃神社
- 青梅消防署日向和田出張所
- 青梅丘陵ハイキングコース - 採石場の近くに入口がある。

### バス路線
青梅街道上に宮ノ平駅停留所があり、西東京バスにより運行される以下の路線が発着する。
- 御11：ケーブル下行 / 青梅駅行
- 青26：つるつる温泉行 / 青梅駅行（土休日のみ）

## 隣の駅
東日本旅客鉄道（JR東日本）
 青梅線（東京アドベンチャーライン）
■各駅停車
青梅駅 (JC 62) - 宮ノ平駅 (JC 63) - 日向和田駅 (JC 64)

### 記事本文
1. 1 2 3  『週刊 JR全駅・全車両基地』 46号 甲府駅・奥多摩駅・勝沼ぶどう郷駅ほか79駅、朝日新聞出版〈週刊朝日百科〉、2013年7月7日、23頁。
2. 1 2 3  曽根悟（監修） 著、朝日新聞出版分冊百科編集部 編『週刊 歴史でめぐる鉄道全路線 国鉄・JR』 38号 青梅線・鶴見線・南武線・五日市線、朝日新聞出版〈週刊朝日百科〉、2010年4月11日、10-11頁。
3. 1 2 3 4  石野哲 編『停車場変遷大事典 国鉄・JR編 II』（初版）JTB、1998年10月1日、194頁。ISBN 978-4-533-02980-6。
4. ↑  「軽便鉄道停車場位置変更並停車場設置」『官報』1914年4月11日（国立国会図書館デジタル化資料）
5. ↑  「軽便鉄道停車場一般貨物取扱開始」『官報』1919年3月5日（国立国会図書館デジタル化資料）
6. ↑  「地方鉄道停車場旅客取扱開始」『官報』1923年4月11日（国立国会図書館デジタル化資料）
7. ↑  「通報 ●青梅線宮ノ平駅ほか4駅の駅員無配置について（旅客局）」『鉄道公報』日本国有鉄道総裁室文書課、1971年1月30日、5面。
8. ↑  「鉄道記録帳2002年2月」『RAIL FAN』第49巻第5号、鉄道友の会、2002年5月1日、24頁。
9. ↑  「JR年表」『JR気動車客車編成表 '02年版』ジェー・アール・アール、2002年7月1日、187頁。ISBN 4-88283-123-6。
10. 1 2  『青梅線 宮ノ平駅に新しい駅舎が誕生します!』（PDF）（プレスリリース）東日本旅客鉄道八王子支社、2009年11月20日。オリジナルの2020年4月13日時点におけるアーカイブ。2020年6月11日閲覧。
11. 1 2  『青梅線 宮ノ平駅に「名誉駅長」を配置します!』（PDF）（プレスリリース）東日本旅客鉄道八王子支社、2019年3月22日。オリジナルの2019年10月10日時点におけるアーカイブ。2019年10月10日閲覧。
12. ↑  『新路線「青梅駅〜つるつる温泉」の運行開始 〜新たな観光ルート登場！〜 土曜・休日のみ運行』（PDF）（プレスリリース）西東京バス、2024年9月17日。オリジナルの2024年9月17日時点におけるアーカイブ。2024年10月6日閲覧。

### 利用状況
1. ↑  東京都統計年鑑 - 東京都
2. ↑  青梅市の統計 - 青梅市

東京都統計年鑑
1. ↑  東京都統計年鑑（平成2年）
2. ↑  東京都統計年鑑（平成3年）
3. ↑  東京都統計年鑑（平成4年）
4. ↑  東京都統計年鑑（平成5年）
5. ↑  東京都統計年鑑（平成6年）
6. ↑  東京都統計年鑑（平成7年）
7. ↑  東京都統計年鑑（平成8年）
8. ↑  東京都統計年鑑（平成9年）
9. ↑  東京都統計年鑑（平成10年） (PDF)
10. ↑  東京都統計年鑑（平成11年） (PDF)
11. ↑  東京都統計年鑑（平成12年）
12. ↑  東京都統計年鑑（平成13年）
13. ↑  東京都統計年鑑（平成14年）
14. ↑  東京都統計年鑑（平成15年）
15. ↑  東京都統計年鑑（平成16年）
16. ↑  東京都統計年鑑（平成17年）
17. ↑  東京都統計年鑑（平成18年）
18. ↑  東京都統計年鑑（平成19年）
19. ↑  東京都統計年鑑（平成20年）
20. ↑  東京都統計年鑑（平成21年）
21. ↑  東京都統計年鑑（平成22年）